# Campeonato Mundial de Natación en Piscina Corta de 2021
El XV Campeonato Mundial de Natación en Piscina Corta se celebró en Abu Dabi (Emiratos Árabes Unidos) entre el 16 y el 21 de diciembre de 2021 bajo la organización de la Federación Internacional de Natación (FINA) y la Federación de Natación de los Emiratos Árabes Unidos.
Originalmente, el evento iba a realizarse en diciembre de 2020, pero debido a la pandemia de COVID-19 tuvo que ser pospuesto.
Las competiciones se realizaron en la Etihad Arena de la capital emiratí.

## Resultados

### Masculino
| Evento                    | Oro | Plata                                                                                        | Bronce                                                                                       |
| ------------------------- | --- | -------------------------------------------------------------------------------------------- | -------------------------------------------------------------------------------------------- |
| 50 m libre (19.12)        | Benjamin Proud Reino Unido 20,45 | Ryan Held Estados Unidos 20,70                                                               | Joshua Liendo · Canadá · 20,76                                                               |
| 100 m libre (21.12)       | Alessandro Miressi · Italia · 45,57 | Ryan Held Estados Unidos 45,63                                                               | Joshua Liendo · Canadá · 45,82                                                               |
| 200 m libre (17.12)       | Hwang Sun-Woo Corea del Sur 1:41,60 | Alexandr Shchógolev · RSF · 1:41,63                                                          | Danas Rapšys · Lituania · 1:41,73                                                            |
| 400 m libre (16.12)       | Felix Auböck · Austria · 3:35,90 | Danas Rapšys · Lituania · 3:36,23                                                            | Antonio Djakovic · Suiza · 3:36,83                                                           |
| 1500 m libre (21.12)      | Florian Wellbrock · Alemania · 14:06,88 RM | Ahmed Hafnaoui Túnez 14:10,94                                                                | Myjailo Romanchuk · Ucrania · 14:11,47                                                       |
| 50 m espalda (19.12)      | Kliment Kolesnikov · RSF · 22,66 | Christian Diener · Alemania · Lorenzo Mora · Italia · 22,90                                  | —                                                                                            |
| 100 m espalda (17.12)     | Shaine Casas Estados Unidos 49,23 | Kliment Kolesnikov · RSF · 49,46                                                             | Robert Glință · Rumania · 49,60                                                              |
| 200 m espalda (21.12)     | Radosław Kawęcki · Polonia · 1:48,68 | Shaine Casas Estados Unidos 1:48,81                                                          | Christian Diener · Alemania · 1:48,97                                                        |
| 50 m braza (21.12)        | Nic Fink Estados Unidos 25,53 | Nicolò Martinenghi · Italia · 25,55                                                          | João Gomes Júnior · Brasil · 25,80                                                           |
| 100 m braza (17.12)       | Ilia Shymanovich · Bielorrusia · 55,70 | Nicolò Martinenghi · Italia · 55,80                                                          | Nic Fink Estados Unidos 55,87                                                                |
| 200 m braza (18.12)       | Nic Fink Estados Unidos 2:02,28 | Arno Kamminga · Países Bajos · 2:02,42                                                       | Will Licon Estados Unidos 2:02,84                                                            |
| 50 m mariposa (20.12)     | Nicholas Santos · Brasil · 21,93 | Dylan Carter Trinidad y Tobago 21,98                                                         | Matteo Rivolta · Italia · 22,02                                                              |
| 100 m mariposa (18.12)    | Matteo Rivolta · Italia · 48,87 | Chad le Clos Sudáfrica 49,04                                                                 | Andrei Minakov · RSF · 49,21                                                                 |
| 200 m mariposa (16.12)    | Alberto Razzetti · Italia · 1:49,06 | Noè Ponti · Suiza · 1:49,81                                                                  | Chad le Clos Sudáfrica 1:49,84                                                               |
| 100 m estilos (19.12)     | Kliment Kolesnikov · RSF · 51,09 | Tomoe Hvas · Noruega · 51,35                                                                 | Thomas Ceccon · Italia · 51,40                                                               |
| 200 m estilos (16.12)     | Daiya Seto Japón 1:51,15 | Carson Foster Estados Unidos 1:51,35                                                         | Alberto Razzetti · Italia · 1:51,54                                                          |
| 400 m estilos (20.12)     | Daiya Seto Japón 3:56,26 | Ilia Borodin · RSF · 3:56,47                                                                 | Carson Foster Estados Unidos 3:57,99                                                         |
| 4 × 50 m libre (19.12)    | Italia · Leonardo Deplano · Lorenzo Zazzeri · Manuel Frigo · Alessandro Miressi · 1:23,61                                                                      | RSF · Andrei Minakov · Vladimir Morozov · Vladislav Griniov · Alexandr Shchogolev · 1:23,75  | Países Bajos · Jesse Puts · Stan Pijnenburg · Kenzo Simons · Thom de Boer · 1:23,78          |
| 4 × 100 m libre (16.12)   | RSF · Kliment Kolesnikov · Andrei Minakov · Vladislav Griniov · Alexandr Shchogolev · 3:03,45                                                                  | Italia · Alessandro Miressi · Thomas Ceccon · Leonardo Deplano · Lorenzo Zazzeri · 3:03,61   | Estados Unidos Ryan Held Hunter Tapp Shaine Casas Zachary Apple 3:05,42                      |
| 4 × 200 m libre (19.12)   | Estados Unidos Kieran Smith Trenton Julian Carson Foster Ryan Held 6:47,00                                                                                     | RSF · Vladislav Griniov · Alexandr Shchogolev · Mijail Vekovishchev · Ivan Guiriov · 6:49,12 | Brasil · Fernando Scheffer · Murilo Setin Sartori · Kaique Alves · Breno Correia · 6:48,60   |
| 4 × 50 m estilos (20.12)  | RSF · Kliment Kolesnikov · Kiril Strelnikov · Andrei Minakov · Vladimir Morozov · Estados Unidos · Shaine Casas · Nic Fink · Tom Shields · Ryan Held · 1:30,51 | —                                                                                            | Italia · Lorenzo Mora · Nicolò Martinenghi · Matteo Rivolta · Lorenzo Zazzeri · 1:30,78      |
| 4 × 100 m estilos (21.12) | Italia · Lorenzo Mora · Nicolò Martinenghi · Matteo Rivolta · Alessandro Miressi · 3:19,76                                                                     | Estados Unidos Shaine Casas Nic Fink Trenton Julian Ryan Held 3:20,50                        | RSF · Kliment Kolesnikov · Danil Semianinov · Andrei Minakov · Alexandr Shchogolev · 3:20,65 |

### Femenino
| Evento                    | Oro | Plata                                                                                | Bronce                                                                                      |
| ------------------------- | --- | ------------------------------------------------------------------------------------ | ------------------------------------------------------------------------------------------- |
| 50 m libre (21.12)        | Sarah Sjöström · Suecia · 23,08 | Ranomi Kromowidjojo · Países Bajos · 23,31                                           | Katarzyna Wasick · Polonia · 23,40                                                          |
| 100 m libre (18.12)       | Siobhan Haughey Hong Kong 50,98 | Sarah Sjöström · Suecia · 51,31                                                      | Abbey Weitzeil Estados Unidos 51,64                                                         |
| 200 m libre (16.12)       | Siobhan Haughey Hong Kong 1:50,31 RM | Rebecca Smith · Canadá · 1:52,24                                                     | Paige Madden Estados Unidos 1:53,01                                                         |
| 400 m libre (19.12)       | Li Bingjie China 3:55,83 | Summer McIntosh · Canadá · 3:57,87                                                   | Siobhan Haughey Hong Kong 3:58,12                                                           |
| 800 m libre (18.12)       | Li Bingjie China 8:02,90 | Anastasiya Kirpichnikova · RSF · 8:06,44                                             | Simona Quadarella · Italia · 8:07,99                                                        |
| 50 m espalda (20.12)      | Margaret Mac Neil · Canadá · 25,27 RM | Kylie Masse · Canadá · 25,62                                                         | Louise Hansson · Suecia · 25,86                                                             |
| 100 m espalda (17.12)     | Louise Hansson · Suecia · 55,20 | Kylie Masse · Canadá · 55,22                                                         | Katharine Berkoff Estados Unidos 55,40                                                      |
| 200 m espalda (18.12)     | Rhyan White Estados Unidos 2:01,58 | Kylie Masse · Canadá · 2:02,07                                                       | Isabelle Stadden Estados Unidos 2:02,20                                                     |
| 50 m braza (17.12)        | Anastasia Gorbenko Israel 29,34 | Benedetta Pilato · Italia · 29,50                                                    | Sophie Hansson · Suecia · 29,55                                                             |
| 100 m braza (20.12)       | Tang Qianting China 1:03,47 | Sophie Hansson · Suecia · 1:03,50                                                    | Mona McSharry Irlanda 1:03,92                                                               |
| 200 m braza (21.12)       | Emily Escobedo Estados Unidos 2:17,85 | Yevgueniya Chikunova · RSF · 2:17,88                                                 | Molly Renshaw Reino Unido 2:17,96                                                           |
| 50 m mariposa (19.12)     | Ranomi Kromowidjojo · Países Bajos · 24,44 | Sarah Sjöström · Suecia · 24,51                                                      | Claire Curzan Estados Unidos 24,55                                                          |
| 100 m mariposa (21.12)    | Margaret Mac Neil · Canadá · 55,04 | Louise Hansson · Suecia · 55,10                                                      | Claire Curzan Estados Unidos 55,39                                                          |
| 200 m mariposa (17.12)    | Zhang Yufei China 2:03,01 | Charlotte Hook Estados Unidos 2:04,35                                                | Lana Pudar Bosnia y Herzegovina 2:04,88                                                     |
| 100 m estilos (19.12)     | Anastasia Gorbenko Israel 57,80 | Béryl Gastaldello Francia 57,96                                                      | Mariya Kameneva · RSF · 58,15                                                               |
| 200 m estilos (20.12)     | Sydney Pickrem · Canadá · 2:04,29 | Yu Yiting China 2:04,48                                                              | Kate Douglass Estados Unidos 2:04,68                                                        |
| 400 m estilos (16.12)     | Tessa Cieplucha · Canadá · 4:25,55 | Ellen Walshe Irlanda 4:26,52                                                         | Melanie Margalis Estados Unidos 4:26,63                                                     |
| 4 × 50 m libre (21.12)    | Estados Unidos Abbey Weitzeil Claire Curzan Katharine Berkoff Kate Douglass 1:34,22                                                                                          | Suecia · Sarah Sjöström · Michelle Coleman · Sara Junevik · Louise Hansson · 1:34,54 | Países Bajos · Kim Busch · Maaike de Waard · Kira Toussaint · Ranomi Kromowidjojo · 1:34,89 |
| 4 × 100 m libre (16.12)   | Estados Unidos · Kate Douglass · Claire Curzan · Katharine Berkoff · Abbey Weitzeil · Canadá · Kayla Sanchez · Margaret Mac Neil · Rebecca Smith · Katerine Savard · 3:28,52 | —                                                                                    | Suecia · Sarah Sjöström · Michelle Coleman · Sophie Hansson · Louise Hansson · 3:28,80      |
| 4 × 200 m libre (20.12)   | Canadá · Summer McIntosh · Kayla Sanchez · Katerine Savard · Rebecca Smith · 7:32,96                                                                                         | Estados Unidos Torri Huske Abbey Weitzeil Melanie Margalis Paige Madden 7:36,53      | China Li Bingjie Cheng Yujie Zhu Menghui Liu Yaxin 7:39,92                                  |
| 4 × 50 m estilos (17.12)  | Suecia · Louise Hansson · Sophie Hansson · Sarah Sjöström · Michelle Coleman · 1:42,38 RM                                                                                    | Estados Unidos Rhyan White Lydia Jacoby Claire Curzan Abbey Weitzeil 1:43,61         | Países Bajos · Kira Toussaint · Kim Busch · Maaike de Waard · Ranomi Kromowidjojo · 1:44,03 |
| 4 × 100 m estilos (21.12) | Suecia · Louise Hansson · Sophie Hansson · Sarah Sjöström · Michelle Coleman · 3:46,20                                                                                       | Canadá · Kylie Masse · Sydney Pickrem · Margaret Mac Neil · Kayla Sanchez · 3:47,36  | China Peng Xuwei Tang Qianting Zhang Yufei Cheng Yujie 3:47,41                              |

### Mixto
| Evento                   | Oro                                                                                          | Plata                                                                                     | Bronce                                                                                   |
| ------------------------ | -------------------------------------------------------------------------------------------- | ----------------------------------------------------------------------------------------- | ---------------------------------------------------------------------------------------- |
| 4 × 50 m libre (17.12)   | Canadá · Joshua Liendo · Yuri Kisil · Kayla Sanchez · Margaret Mac Neil · 1:28,55            | Países Bajos · Jesse Puts · Thom de Boer · Ranomi Kromowidjojo · Kira Toussaint · 1:28,61 | RSF · Vladimir Morozov · Andrei Minakov · Mariya Kameneva · Arina Surkova · 1:28,97      |
| 4 × 50 m estilos (18.12) | Países Bajos · Kira Toussaint · Arno Kamminga · Ranomi Kromowidjojo · Thom de Boer · 1:36,20 | Estados Unidos Shaine Casas Nic Fink Claire Curzan Abbey Weitzeil 1:37,04                 | Italia · Lorenzo Mora · Nicolò Martinenghi · Elena Di Liddo · Silvia Di Pietro · 1:37,29 |

## Medallero
| Núm. | País                 | Oro | Plata | Bronce | Total |
| ---- | -------------------- | --- | ----- | ------ | ----- |
| 1    | Estados Unidos       | 9   | 9     | 12     | 30    |
| 2    | Canadá               | 7   | 6     | 2      | 15    |
| 3    | Italia               | 5   | 5     | 6      | 16    |
| 4    | RSF                  | 4   | 7     | 4      | 15    |
| 5    | Suecia               | 4   | 5     | 3      | 12    |
| 6    | China                | 4   | 1     | 2      | 7     |
| 7    | Países Bajos         | 2   | 3     | 3      | 8     |
| 8    | Hong Kong            | 2   | 0     | 1      | 3     |
| 9    | Israel               | 2   | 0     | 0      | 2     |
| 9    | Japón                | 2   | 0     | 0      | 2     |
| 11   | Alemania             | 1   | 1     | 1      | 3     |
| 12   | Brasil               | 1   | 0     | 2      | 3     |
| 13   | Polonia              | 1   | 0     | 1      | 2     |
| 13   | Reino Unido          | 1   | 0     | 1      | 2     |
| 15   | Austria              | 1   | 0     | 0      | 1     |
| 15   | Bielorrusia          | 1   | 0     | 0      | 1     |
| 15   | Corea del Sur        | 1   | 0     | 0      | 1     |
| 18   | Irlanda              | 0   | 1     | 1      | 2     |
| 18   | Lituania             | 0   | 1     | 1      | 2     |
| 18   | Sudáfrica            | 0   | 1     | 1      | 2     |
| 18   | Suiza                | 0   | 1     | 1      | 2     |
| 22   | Francia              | 0   | 1     | 0      | 1     |
| 22   | Noruega              | 0   | 1     | 0      | 1     |
| 22   | Trinidad y Tobago    | 0   | 1     | 0      | 1     |
| 22   | Túnez                | 0   | 1     | 0      | 1     |
| 26   | Bosnia y Herzegovina | 0   | 0     | 1      | 1     |
| 26   | Rumania              | 0   | 0     | 1      | 1     |
| 26   | Ucrania              | 0   | 0     | 1      | 1     |
|      | TOTAL                | 48  | 45    | 45     | 138   |

1. 1 2 3 4 5 6 7 8 9 10 11 12 13 14 15 16  Debido a la decisión del TAS de diciembre de 2020 de suspender los entes deportivos rusos, el equipo de Rusia participa bajo la denominación «Russian Swimming Federation» y las siglas RSF.